# Donbassaero
A Donbassaero, vagy Donbaszaero (ukrán írással: Донбасаеро) ukrán légitársaság volt, amely 1993–2013 között működött. Bázisrepülőtere a Donecki nemzetközi repülőtér volt. A légitársaság belföldi és nemzetközi menetrend szerinti járatokat repült. A légitársaságban az Ihor Kolomojszkij érdekeltségébe tartozó PrivatBank rendelkezett meghatározó tulajdonrésszel. Törzsutasprogramjának a neve Meridian volt.

## Története
Az Aeroflot 1933-ban létrehozott Donecki Igazgatóságának alapjain jött létre 1991. október 11-én Donecki Légiforgalmi Vállalat néven. A légitársaság ekkor An–24-es és Jak–42-es gépekkel rendelkezett, utóbbiak javításával is foglalkozott a cég. A légi fuvarozás mellett ez a vállalat üzemeltette a donecki repülőteret is. 1998-ban a céget átnevezték, az új neve Donbasz Donecki Állami Légitársaság (Donecka derzsavna aviakompanyija Donbasz) lett. 2003 októberében újra átszervezték, szétválasztották a repülőteret üzemeltető részleget és a légitársaságot, amely ekkor kapta a Donbaszaero nevet. Az állami légitársaság a Donecki Területi Tanács kezelésébe került. 2004-ben 336 ezer utast szállított a légitársaság. Az addig szovjet eredetű gépekkel repülő légitársaság 2005 júliusában állította üzembe az első Airbus A320-as gépet, majd 2006 júniusában a második ilyen gépét.
A Donbaszaero 2007-ben az AeroSzvit társasággal együtt létrehozta az Ukrajniszka aviacijna hrupa légi szövetséget, melyhez 2010-ben a Dnyiproavia és a Roza vitriv (WindRose) légitársaságok is csatlakoztak. Ekkor a légi szövetség az ukrajnai légi utasforgalmi piac 60%-át ellenőrizte. Ez egyúttal a Donbaszaero és az Aeroszvit szoros együttműködését is jelentette, a közös járathálózaton túl a repülőgépparkot is egységesítették. A Donbaszaero légitársaságban az AeroSzvit szerzett meghatározó tulajdoni hányadot, az egész szövetség mögött pedig a PrivatBankon keresztül Ihor Kolomojszkij üzletember állt. A 2007-es átszervezéskor a légitársaság a Donbaszaero (angolosan Donbassaero) nevet kapta. 2011–2012-ben a légitársaság repülőgépparkja 10 gépből állt, valamennyi az Airbus A320-as család valamelyik változata volt. Ezek közül három az AeroSzvit járatain üzemelt, egy gépet pedig a WindRose légitársaságtól lízingelt a Donbaszaero. 2012-től az AeroSzvit, a Donbaszaero és a Dnyiproavia helymegosztási megállapodás alapján működött.
2011-ben még növekedési kilátások álltak a cég előtt, a repülőgéppark bővítését tervezték további A320-as gépek vásárlásával. Az Aeroszvit 2012 közepén kezdődő pénzügyi nehézségei a Donbaszaero működésére is kedvezőtlen hatással voltak. A cég visszaesése miatt 2012 végére a Donbaszaero a legtöbb gépét átadta a WindRose légitársaságnak, majd december 12-én a cég csődöt jelentett. A cég működési engedélyét 2013. március 14-én vonta vissza az ukrán légügyi hatóság, a Donbassaero a következő napon, 2013. január 15-én szüntette be működését.